# 黑樹銘
黑樹銘（？年—？年），字策勛，直隸省天津府天津縣人，宣統三年進士。

## 生平
- 光緒三十三年（1907年）春，入學北洋大學堂工科採礦冶金門乙班生[5]，宣統二年畢業。
- 宣統二年，北洋大學堂預科補習期滿，獎給拔貢生[6]
- 宣統三年三月，學部會考北洋大學堂畢業學生，得68.77分，列中等[7]
- 宣統三年四月，賞給進士出身，以主事分部儘先補用[8]。
- 宣統三年，分農工商部主事補用[9]。